# کارائی
کارائی (به پرتغالی: Caraí) یک شهرداری در برزیل است که در میناز ژرایس واقع شده‌است. کارائی ۱٬۲۴۲٫۳۴۵ کیلومتر مربع مساحت و ۲۳٬۷۸۰ نفر جمعیت دارد و ۷۵۰ متر بالاتر از سطح دریا واقع شده‌است.